# Телль-Аран
Телль-Аран (араб. تل عرن‎, курд. Til Eren) — город на севере Сирии, расположенный на территории мухафазы Халеб. Входит в состав района Сафира. Является административным центром одноимённой нахии.

## История
В древности на месте современного города находилось поселение Арне, которое являлось первой столицей арамейского княжества Бит-Агуси, существовавшего в IX—VIII вв. до н. э.

## Географическое положение
Город находится в центральной части мухафазы, к северо-западу от озера Эль-Джаббуль, на высоте 353 метров над уровнем моря.

Телль-Аран расположен на расстоянии приблизительно 9 километров к востоку-северо-востоку (ESE) от Алеппо, административного центра провинции и на расстоянии 299 километров к северо-северо-востоку (NNE) от Дамаска, столицы страны.

## Население
По данным официальной переписи 2004 года численность населения города составляла 17 767 человек (9150 мужчин и 8617 женщин). В национальном составе преобладают курды.

## Транспорт
Ближайший гражданский аэропорт — Международный аэропорт Алеппо.